# 세르게이 파르시블류크
세르게이 빅토로비치 파르시블류크(러시아어: Сергей Викторович Паршивлюк, 1989년 3월 18일 ~, 모스크바)는 러시아의 축구 선수이다. 현재 러시아 프리미어리그의 FC 디나모 모스크바 소속으로, 포지션은 라이트 백이다.